# Нестимска вкаменена гора
Нестимската вкаменена гора (на гръцки: Απολιθωμένο δάσος του Νόστιμου) е природно образувание в източните ниски склонове на планината Одре (Одрия), на 3 километра североизточно от село Нестиме (Ностимо) и на 3 километра западно от село Бела църква (Аспроклисия), Костурско, Гърция.
През 1935 година местен жител, копаещ лигнитни въглища, открива вкаменени дървета и морски фосили. 60 години по-късно професорът по палеонтология в Атинския университет Евангелос Велидзелос прави първото си посещение в района и през юни 1997 г. официално започва разкопки. Изследователите откриват фосилизирана гора на възраст 27-23 милиона години. Открити са отлично вкаменени зъби на акула, миди, морски звезди, охлюви, тропически и субтропически видове растителност. Гората е оформена в Долния миоцен, когато в района има активна вулканична дейност, която вкаменява растенията и животните.
В Нестиме е работи Палеонтологически и палеоботанически музей, а в самата гора е създаден геопарк.

## Галерия
- Вкаменено дърво
- Челюст и зъб на акула
- Вкаменена раковина